# Fikret Mualla

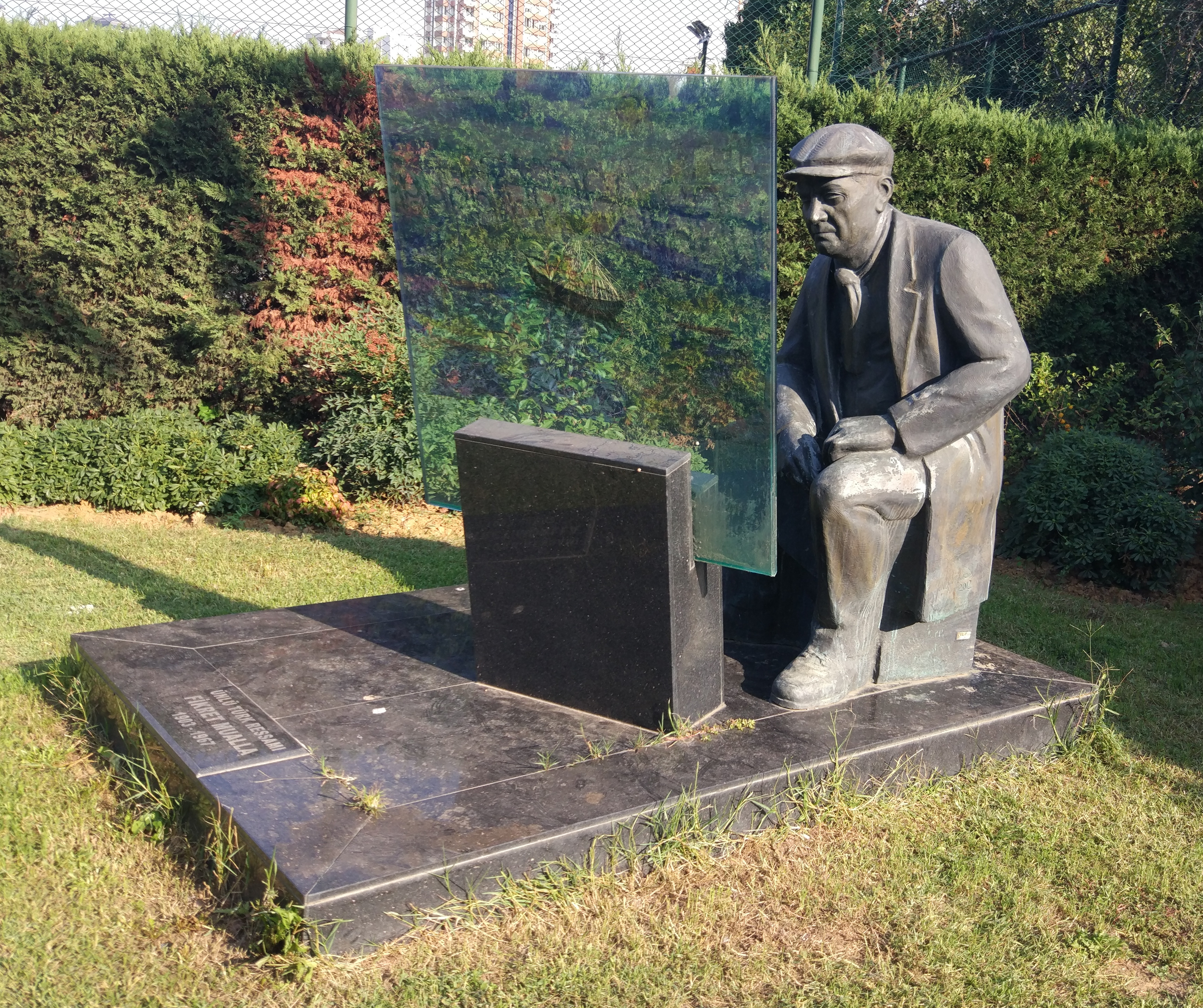
Statue von Fikret Mualla in Moda, Kadıköy.

Fikret Mualla, auch Fikret Muallâ und  Fikret Mualla Saygı, (* 1903 oder 1904 in Istanbul; † 20. Juli 1967 in Reillanne, Frankreich) war ein türkischer Maler. Sein Werk weist Einflüsse von Expressionismus und Fauvismus auf. Seine Sujets waren vor allem das Pariser Nachtleben in Bars und Cafés und Straßenszenen.

## Leben
Fikret Mualla wurde im Istanbuler Stadtteil Kadıköy in eine großbürgerliche Familie geboren. Der frühe Tod der Mutter und eine Behinderung nach einem Sportunfall werden immer wieder als Gründe für eine spätere psychische Erkrankung genannt.
Nach der Schulausbildung am Saint-Joseph Fransız Lisesi und dem Galatasaray Lisesi schickte ihn sein Vater zum Ingenieursstudium nach Zürich. Der junge Mann bereiste kurz die Schweiz und Deutschland, ging dann aber nach Berlin und studierte an der Kunstakademie. Der schwere Unfall am Fuß in der Kindheit hatte zu Depressionen geführt. Mualla galt als unberechenbar und gemütskrank. Mehrfach wurde er in Nervenkliniken eingewiesen, litt an Alkoholsucht und Paranoia. Im Jahr 1928 wurde er in Berlin wegen eines Alkoholdeliriums eingewiesen. Fikret Mualla ging nach Paris, das für ihn Sehnsuchtsort war und grenzenlose Freiheit versprach. Doch er musste in die Türkei zurückkehren, da sein Vater die Unterhaltszahlungen einstellte.
In Istanbul entließ man ihn nach einem dreitägigen Krankenhausaufenthalt in der Psychiatrischen Klinik Bakırköy als gesund. Fikret Muallâ wurde Zeichenlehrer an einer weiterführenden Schule in Ayvalık. Doch er kündigte bald, zog in den Istanbuler Stadtteil Beyoğlu. Dort arbeitete er intensiv  und zeichnete viel. In dieser Zeit lernte er die Sopranisten Semiha Berksoy, den Schriftsteller Nazım Hikmet und den Maler Abidin Dino kennen und freundete sich mit ihnen an. Er zeichnete Kostüme für Opern und illustrierte Hikmets Gedichtband Varan 3. Außerdem zeichnete er für die Zeitschrift Yeni Adam. In seiner ersten Ausstellung zeigte er 1934 Zeichnungen, Aquarelle und Gebrauchskunst. Im Jahr 1936 wurde er erneut ein Jahr in einem Krankenhaus behandelt. Nach seiner Entlassung beschloss er, die Türkei zu verlassen, weil er sich hier unverstanden und ausgegrenzt fühlte. Sein Vater war inzwischen verstorben und hatte dem Künstler ein kleines Erbe hinterlassen. Bevor er 1939 nach Paris reiste, schuf er 30 Ölgemälde für den türkischen Pavillon bei der New Yorker Weltausstellung, die sein enger Freund Abidin Dino bestellt hatte.
Muallas Leben in Paris war bestimmt von der Alkoholabhängigkeit und schweren psychischen Problemen. Er verliebte sich in die türkische Malerin Hale Asaf, die seine Gefühle aber nicht erwiderte. Erneut wurde er für zwei Monate in ein Krankenhaus eingeliefert, malte aber weiter. Eine Abschiebung konnte das französische Model Dina Vierny verhindern. Im Jahr 1954 folgte die erste Ausstellung in Paris. Er freundete sich mit vielen Künstlern an, darunter auch Pablo Picasso, den er bei seiner Arbeit als Assistent im Atelier von Othon Friesz an der Académie de la Grande Chaumière kennenlernte. Außerdem traf er den einflussreichen türkischen Maler Bedri Rahmi Eyüboğlu.
Nach seiner zweiten Ausstellung musste er erneut in ein Krankenhaus. Obwohl er als notorischer Trinker und „Verrückter“ galt, respektierte man ihn inzwischen als Künstler. Die Sammlerin Fernande Angles, meist nur Madame Angles, wurde auf ihn aufmerksam und kümmerte sich um ihn. Das ermöglichte ihm ein vernünftiges Auskommen als Künstler. Doch das Glück währte nur kurz. 1962 war Mualla gelähmt und litt inzwischen an einer Leberzirrhose. Er zog nach Reillanne im Südosten Frankreichs. Im Mai 1967 musste er wegen seiner psychischen Erkrankung erneut in einem Krankenhaus behandelt werden. Am Morgen des 20. Juli fand man Fikret Mualla Saygı tot in seinem Bett. Er wurde auf einem Armenfriedhof bestattet. Aufgrund von Bemühungen von Staatspräsident Fahri Korutürk überführte man seinen Leichnam 1974 in die Türkei und bestattete ihn auf dem Friedhof Karacaahmet in Istanbul.
Seit Beginn des 21. Jahrhunderts erfährt Mualla eine zunehmende Wertschätzung in der Türkei.

## Ausstellungen
- 1974 Ankara
- 2005: Fikret Mualla, Istanbul Modern